# Munekata kyōdai
Munekata kyōdai (宗方姉妹, Munekata kyōdai, lit "Irmãs Munekata") (Brasil: As Irmãs Munekata) é um filme de drama japonês de 1950 dirigido por Yasujirō Ozu e estrelado por Kinuyo Tanaka e Hideko Takamine. É baseado no romance de mesmo nome feito pelo escritor japonês Jirō Osaragi.

## Sinopse
Setsuko tem um casamento infeliz com Mimura, um engenheiro desempregado e um alcoólatra. Ela sustenta Mimura e a si mesma administrando um bar em Tóquio, onde sua irmã mais nova, Mariko, também trabalha. Setsuko sempre foi apaixonada por Hiroshi, mas os dois não se casarem devido a partida de Hiroshi à França alguns anos antes. Agora ele está de volta e Mariko tenta reuni-los. Mariko também está secretamente apaixonada por Hiroshi.

## Elenco
- Kinuyo Tanaka como Setsuko
- Hideko Takamine como Mariko
- So Yamamura como Ryosuke Mimura
- Ken Uehara como Hiroshi Tashiro
- Sanae Takasugi como Masako
- Fujiwara Kamatari como mestre Sangin